# It Don’t Mean a Thing (If It Ain’t Got That Swing)
«It Don’t Mean a Thing (If It Ain’t Got That Swing)» — песня американского композитора и музыканта Дюка Эллингтона на стихи Ирвинга Миллса. Вышла в 1931 году.
В 2008 году сингл с этой песней в исполнении Дюка Эллинтона и его знаменитого оркестра (1932 год) был принят в Зал славы премии «Грэмми».
Также песня «It Don’t Mean a Thing (If It Ain’t Got That Swing)» входит (опять же в оригинальном исполнении Дюка Эллинтона) в составленный журналом «Тайм» в 2011 году список All-TIME 100 Songs (100 лучших песен с момента основания журнала «Тайм»).